# Rilhac-Lastours
Rilhac-Lastours è un comune francese di 350 abitanti situato nel dipartimento dell'Alta Vienne nella regione della Nuova Aquitania.

## Società

### Evoluzione demografica
Abitanti censiti